# 디지털 비젼
디지털 비젼은 1998년에 설립된 디지털 영상기기 전문 업체이다. 본래 명칭은 시그마컴이었다. 2007년에 명칭을 세라온 홀딩스로 바꾸었고 트로잔이 이 회사의 주주가 되었다. 하지만 세라온의 또 다른 주주인 애플트리(애플21)의 한 직원이 100억 원 가까이를 횡령하는 일이 일어나기도 하였다. 결국 세라온 홀딩스의 최대 주주는 애플21로 변경되었다. 현재는 디지털 비젼이 구 시그마 컴의 사업을 계속 하고 있다.

## 관련 기사
1. ↑  신현상 기자, 시그마컴 우성훈 사장 “해외사업호조…지분확대”, 파이낸셜 뉴스, 2007년 8월 27일.
2. ↑  백종민 기자, 세라온, 96억규모 횡령발생…거래정지 연장, 아이 뉴스 24, 2008년 7월 8일.
3. ↑  임일곤 기자, 세라온홀딩스 최대주주 애플이십일로 변경[깨진 링크(과거 내용 찾기)], 이데일리, 2008년 7월 9일